# Camille Bourget
Pour les articles homonymes, voir Bourget.
Camille Bourget, né le 12 avril 1866 à Clermont-Ferrand et mort le 29 décembre 1931 à Massa dei Sabbioni en Toscane, est un peintre et graveur français.

## Biographie
Camille Bourget est né en 1866 à Clermont-Ferrand. Il est le fils de Justin Bourget, professeur à la faculté des sciences de la ville, et de Marie Marguerite Nicard, sa seconde épouse, mariés en 1858. Camille Bourget est le demi-frère Paul Bourget, écrivain né en 1852 du premier mariage de leur père.
Il est élève d'Alexandre Cabanel et de Léon Bonnat à l'École des Beaux-Arts de Paris. Il expose au Salon des artistes français à Paris et devient membre de la Société. Il reçoit une médaille de bronze et le prix Marie-Bashkirtseff en 1912.
Camille Bourget meurt en 1931.

## Œuvres

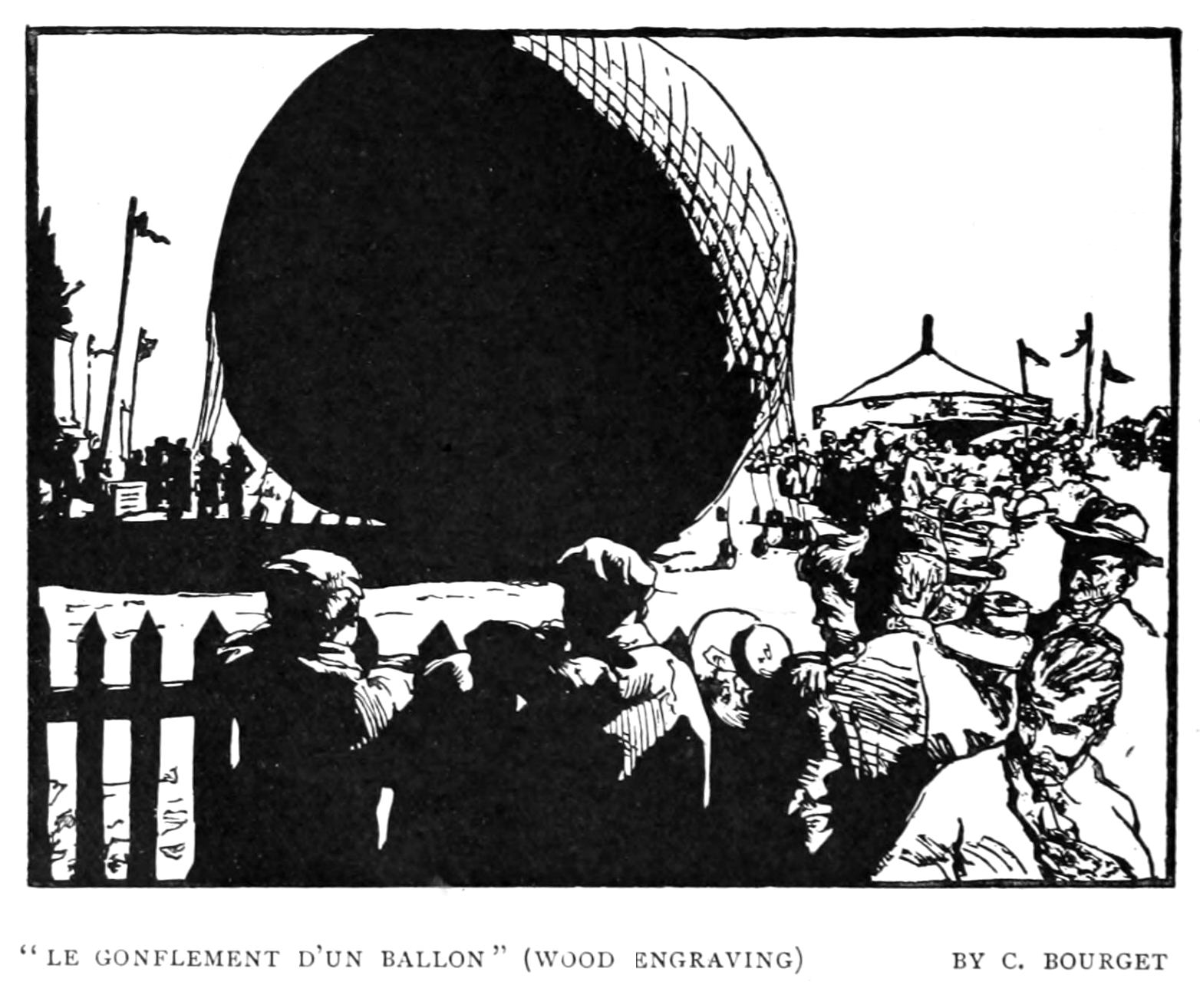
Le Gonflement d’un ballon, 1909

- Allégorie du commerce et de la navigation, huile sur toile, 1900[6]
- Le Gonflement d’un ballon, gravure sur bois, 1909
- Les Meules[7]
- La Fenaison[7]